# Crest, Kalifornien
Crest är en ort i San Diego County i delstaten Kalifornien, USA.